# Irving Howe
Irving Howe, původním jménem Irving Horenstein (11. června 1920 – 5. května 1993) byl americký literární kritik, historik a levicový politický aktivista. Jeho nejznámějšími pracemi jsou biografie Thomase Hardyho, Williama Faulknera či Sherwooda Andersona. Je znám též jako bojovník za dílo básníka Edwina Arlingtona Robinsona. Napsal též knihu o dějinách východoevropského židovstva v USA World of Our Fathers, za niž dostal roku 1977 National Book Award. Ovládal též jidiš, byl prvním překladatelem díla Isaaca Bashevise Singera do angličtiny a vydal i několik sbírek starých jidiš příběhů. Psal rovněž sociálněkritické práce.
Narodil se v židovské rodině v newyorském Bronxu, jeho rodiče přišli do USA z Bukoviny. Zúčastnil se bojů druhé světové války, po ní začal přispívat do vlivného levicového časopisu Partisan Review a stal se členem skupiny zvané The New York Intellectuals. Roku 1954 spoluzaložil intelektuální revue Dissent, kterou vedl až do své smrti. Časopis prošel mnoha peripetiemi, které kopírovaly intelektuální dějiny USA – v 50. letech kritizoval jak mccarthismus, tak stalinismus, v 60. letech odmítl podporovat tzv. Novou levici i osvobozenecká hnutí Třetího světa, takže byl kritizován radikálním studentským hnutím a byl považován spíše za liberální. Nakonec se ustálil na pozicích sociáldemokratismu evropského typu. Sám Howe prošel řadou levicových organizací (Young People's Socialist League, Max Shachtman's Workers Party, Democratic Socialist Organizing Committee), nakonec roku 1982 zakotvil v sociálnědemokratické straně Democratic Socialists of America, která je členkou Socialistické internacionály, její vliv v USA je ovšem minimální.